# Serafimsorden
Serafimsorden eller Serafim var en svensk chefsgalär byggd på Skeppsholmen av skeppsbyggmästaren Johan Acrel och sjösatt 1749. Den byggdes om 1771.

## Historik
Serafimsorden ingick i Skärgårdsflottan och deltog vid flera drabbningar under Gustav III:s ryska krig;
- Slaget vid Älgsjöskatan
- Slaget vid Fredrikshamn
- Reträtten vid Björkösund
- Viborgska gatloppet
- Slaget vid Svensksund.

Serafimsorden tjänstgjorde även under Finska kriget åren 1808-1809 samt senare även i Pommern 1813.
Serafimsorden togs ur tjänst 1833.

## Fartygschefer
- 1777 - Johan Gustaf Lagerbjelke
- 1790 - Abraham Fischer[1]